# Gran Dobla de Pere I de Castella
La Gran Dobla de Pere I de Castella (Dupla Magna), o dobla de deu, de Pere I de Castella és una moneda realitzada en or, encunyada a Sevilla el 1360. Forma part de la col·lecció del Museu Arqueològic Nacional d'Espanya, a Madrid, corresponent-li el número d'inventari 1867/21/2.

## Descripció i història
Amb Pere I de Castella es reprèn una tradició monetària islàmica que continuarà a l'edat moderna: l'emissió de grans peces de caràcter protocol·lari que es feien encunyar amb motiu d'ocasions senyalades, com a símbols de prestigi i regals per a personatges rellevants o a l'Església.
Aquestes grans «dobles de cap» van ser emeses a Sevilla en plena guerra civil entre el rei Pere I el Cruel i el seu germanastre, el comte de Trastàmara, futur Enric II de Castella.
La llegenda de la moneda està presa dels Salms, i al·ludeix a l'ajut diví a favor de la justícia:
- Anvers:

DOMINUS*MICHI*ADVITOR*ET*EGO*DISPICIAM*INIMICOS*MEOS*E
- Revers:

PETRVS*DEI*GRACIA*REX*CASTELLE*E*LEGIONIS*E*M*CCC* LXXXX*VIII
Al revers apareix l'any d'encunyació: 1368 de l'Era Hispànica (correspon al 1360 dC.), cosa poc freqüent. La coincidència de la data amb la primera batalla de Nájera (1360), fa pensar que es va poder haver encunyat com a obsequi als alts dignataris que van ajudar a Pere I a la victòria sobre Enric en la mencionada batalla.
A causa de la seva gran mida i bellesa en execució, es pot considerar un dels antecedents més pròxims a la medalla artística, nascuda un segle més tard a Itàlia.